# Proconica nigrocyanalis
Proconica nigrocyanalis là một loài bướm đêm trong họ Crambidae.